# Nitrato de potássio
O composto químico nitrato de potássio é um nitrato cuja fórmula é KNO3. Salitre (do catalão salnitre da locução latina sal nitrum) é um nitrato de potássio usado para várias finalidades, como produzir fertilizantes e explosivos.

## Origem
Atualmente, a maioria do nitrato de potássio vem dos vastos depósitos de nitrato de sódio existentes nos desertos chilenos. O nitrato de sódio é purificado e posteriormente colocado para reagir com uma solução de cloreto de potássio, na qual o nitrato de potássio é obtido, menos solúvel, cristaliza.

## Utilização

### Em alimentos
É usado pelas indústrias de alimentos que produzem carnes defumadas e embutidos/enchidos (salsichas, linguiças, salames, etc.) a fim de evitar a proliferação da bactéria causadora do botulismo, que causa uma intoxicação alimentar grave. Serve também para realçar a cor e o sabor do alimento. O alto consumo destes produtos pode ser prejudicial à saúde, pois as bactérias do intestino convertem os nitratos, como o salitre, em nitritos, que reagem com compostos nitrogenados e transforma-se em nitrosaminas, substâncias potencialmente cancerígenas que também podem causar anomalias fetais. Além disso, ao entrar na corrente sanguínea, o nitrito converte a hemoglobina dos glóbulos vermelhos do sangue em meta-hemoglobina, que é incapaz de transportar oxigênio/oxigénio.

### Em adubos
O salitre também é ótimo como adubo, sendo grande fonte de nitrogênio e potássio para as plantas. Através do nitrogênio/nitrogénio, as bactérias nitrificantes produzem essa substância, juntamente com o nitrato de sódio (NaNO3).
No entanto, o Nitrato de Potássio possui um índice salino muito alto, sendo cerca 100. De acordo com um estudo de 2015, concentrações excessivas de sal podem levar a mortes de raízes e microrganismos através da plasmólise, prejudicando assim o desenvolvimento do plantio.

### Outras aplicações
- É muito utilizado para fazer bombas de fumo.
- É utilizado pelos ourives para aumentar a resistência do ouro.
- É utilizado em fertilizantes.
- É utilizado para fazer pólvora, usada nos fogos de artifício.
- É utilizado no tratamento da hipersensibilidade dentária.
- É utilizado no coquetel molotov.
- É utilizado na aquariofilia marinha para controle de cianobactérias.
- É utilizado na formulação de alguns cremes dentais, como o Sensodyne[5]